# Association sportive de la Rivière du Rempart
 (juillet 2017).
Si vous disposez d'ouvrages ou d'articles de référence ou si vous connaissez des sites web de qualité traitant du thème abordé ici, merci de compléter l'article en donnant les références utiles à sa vérifiabilité et en les liant à la section « Notes et références ».
L'AS Rivière du Rempart est un club mauricien de football, basé à Mapou, dans le district de Rivière du Rempart. Le club joue dans le Stade Anjalay, qui a une capacité de 15 000 places.

## Palmarès
- Coupe de la République
  - Finaliste : 2012
  - Finaliste 2024